# 沃洛德米里夫卡 (切爾尼戈夫區)
沃洛德米里夫卡（羅馬化：Volodymyrivka）是烏克蘭北部切爾尼戈夫州切爾尼戈夫區霍羅德尼亞區的村莊。該村始建於1733年，面積4.92平方公里，海拔高度158米，2001年人口553，人口密度每平方公里112.44人。